# Рах-Ахан (станция метро, Мешхед)
«Рах-А́хан» (перс. راه آهن‎) — станция Второй линии Мешхедского метрополитена. 
Предыдущая станция — «Шахид Мофаттех», следующая станция — «Шохада». 
Была открыта 25 февраля 2017 года, и расположена в восточной части Мешхеда, на Бульваре Камья́б, напротив Мешхедского железнодорожного вокзала. Слово Рах-А́хан с персидского языка переводится как Железная дорога.